# Xerorchis
Xerorchis là một chi thực vật có hoa trong họ Lan.